# Milorad Karalić
Milorad Karalić (en serbi: Милорад Каралић), nascut el 7 de gener de 1946 a Ivanjska, actualment Bòsnia i Hercegovina, llavors RFS de Iugoslàvia), és un exjugador d'handbol serbi, que va competir amb la selecció de Iugoslàvia als Jocs Olímpics de 1972 i als Jocs Olímpics de 1976.
El 1972 va formar part de la selecció iugoslava que va guanyar la medalla d'or a l'Olimpíada de Múnic. Hi jugà els sis partits, i va marcar dos gols. Quatre anys més tard, fou membre de l'equip iugoslau que acabà cinquè a l'Olimpíada de Mont-real de 1976. Hi va jugar els sis partits, i hi marcà onze gols.
També guanyà dues medalles d'or als Jocs del Mediterrani, el 1967 i 1975.
El 18 de gener de 1998 va ser elegit ministre d'Esports i Joventut al Govern de la República Srpska, càrrec en el qual va romandre fins a l'elecció d'un nou govern el 12 de gener de 2001.